# Championnat des Samoa de football 2019
Navigation
Édition précédente Édition suivante
La saison 2019 du Championnat des Samoa de football est la 40e édition du championnat national, appelé la Samoa Premier League. La compétition regroupe les douze meilleures formations de l'archipel, qui s'affrontent à deux reprises, à domicile et à l'extérieur. A la fin de la saison, le dernier du classement est relégué tandis que l'avant-dernier doit disputer un barrage de promotion-relégation face aux deux premiers de First Division, la seconde division samoane.
Le championnat est définitivement abandonné à la suite de l'état d'urgence décrété par le gouvernement samoan le 16 novembre, en raison d'une épidémie de rougeole dans tout le pays. 
Lupe o le Soaga, en tête du classement au moment de l'arrêt de la compétition, est déclaré champion et qualifié pour la Ligue des champions d'Océanie. Il s'agit du cinquième titre de champion des Samoa de l'histoire du club. De plus, il n'y a ni promotion, ni relégation en deuxième division.

## Participants
- Kiwi Football Club
- Vaivase-Tai Football Club
- Moaula United FC
- Togafuafua SC
- Vaiusu FC
- Vaipuna SC
- Fa'atoia United FC - promu de First Division
- Vaitele Uta SC
- Moata'a FC
- Sogi SC - promu de First Division
- Lupe o le Soaga
- Lepea FC

## Compétition

### Classement final
Le classement est établi sur le barème de points classique (victoire à 3 points, match nul à 1, défaite à 0). 
| Rang | Équipe                    | Pts | J  | G  | N | P  | Bp | Bc | Diff |
| ---- | ------------------------- | --- | -- | -- | - | -- | -- | -- | ---- |
| 1    | Lupe o le Soaga           | 42  | 16 | 14 | 0 | 2  | 96 | 15 | +81  |
| 2    | Kiwi Football ClubT       | 40  | 16 | 13 | 1 | 2  | 45 | 15 | +30  |
| 3    | Vaipuna SC                | 35  | 16 | 11 | 2 | 3  | 61 | 19 | +42  |
| 4    | Vaitele Uta SC            | 32  | 16 | 10 | 2 | 4  | 43 | 19 | +24  |
| 5    | Vaivase-Tai Football Club | 28  | 16 | 9  | 1 | 6  | 55 | 34 | +21  |
| 6    | Vaiusu FC                 | 26  | 16 | 8  | 2 | 6  | 21 | 19 | +2   |
| 7    | Lepea FC                  | 22  | 15 | 7  | 1 | 7  | 31 | 22 | +9   |
| 8    | Togafuafua SC             | 20  | 15 | 6  | 2 | 7  | 31 | 42 | -11  |
| 9    | Sogi SCP                  | 17  | 16 | 5  | 2 | 9  | 30 | 43 | -13  |
| 10   | Moaula United FC          | 11  | 16 | 3  | 2 | 11 | 21 | 47 | -26  |
| 11   | Fa'atoia United FCP       | 4   | 16 | 1  | 1 | 14 | 13 | 88 | -75  |
| 12   | Moata'a FC                | 0   | 16 | 0  | 0 | 16 | 11 | 95 | -84  |

|  | Qualification pour la Ligue des champions de l'OFC 2020 |
|  | T : Tenant du titre P : Club promu de First Division    |

## Bilan de la saison
| Championnat des Samoa de football 2019 |                            |
| Champion                               | Lupe o le Soaga (5e titre) |
| Qualifications continentales           |                            |
| Ligue des champions de l'OFC 2020      | Lupe o le Soaga            |
| Promotions et relégations              |                            |
| Promus en Samoa Premier League         | Aucun                      |
| Relégués en First Division             | Aucun                      |